# Jack
Trịnh Trần Phương Tuấn (sinh ngày 12 tháng 4 năm 1997), thường được biết đến với nghệ danh Jack hoặc Jack – J97, là một nam ca sĩ kiêm sáng tác nhạc, rapper và diễn viên người Việt Nam. Anh bắt đầu được biết đến khi hoạt động trong nhóm nhạc G5R và phát hành bài hát "Hồng nhan".
Trong suốt sự nghiệp của mình, anh đã nhận được năm giải Làn Sóng Xanh, một giải Mai Vàng, một giải WeChoice Awards và bốn giải Zing Music Awards. Ngoài ra, anh còn được trao giải thưởng Nghệ sĩ Châu Á mới xuất sắc nhất tại Việt Nam ở lễ trao giải Mnet Asian Music Awards 2019, giành chiến thắng ở hạng mục Video âm nhạc hay nhất tại giải thưởng Truyền hình châu Á 2020 và cũng chiến thắng giải Nghệ sĩ Đông Nam Á xuất sắc nhất tại MTV EMA 2020.
Từ năm 2021, tên tuổi của Jack bị ảnh hưởng nghiêm trọng bởi vụ bê bối có con với bạn diễn Thiên An cùng nhiều vụ bê bối khác khiến cho sự nghiệp của anh xuống dốc trầm trọng. Một bài viết trên báo Phụ nữ Thủ đô đã gọi anh là "nam ca sĩ tai tiếng nhất V-pop".

## Cuộc đời và sự nghiệp

### 1997–2018: Niên thiếu và khởi đầu sự nghiệp
Jack – J97, tên thật là Trịnh Trần Phương Tuấn, sinh ngày 12 tháng 4 năm 1997 tại xã Ngãi Đăng, huyện Mỏ Cày Nam, tỉnh Bến Tre. Anh là con của gia đình có cha làm nghề trồng dừa và chăn dê, còn mẹ kinh doanh quán trà sữa nhỏ; hai người sau đó đã ly hôn. Trong một cuộc phỏng vấn với Đẹp vào đầu năm 2020, Jack – J97 cho biết anh đã từng làm giáo viên dạy nhạc cho một trường tiểu học ở quê nhà Bến Tre trước khi nổi tiếng. Tuy nhiên, trong một cuộc phỏng vấn khác, Jack lại phủ nhận việc mình từng là giáo viên dạy nhạc, đây chỉ là việc làm thực tập khi Jack còn học tại Trường Trung cấp Văn hóa Nghệ thuật Bến Tre (nay đã được sáp nhập vào Trường Cao đẳng Bến Tre).
Jack – J97 sau đó gia nhập và hoạt động trong nhóm nhạc rap G5R. Tại đây anh giới thiệu một số ca khúc cùng với nhóm nhạc này như "Giai điệu miền Tây" và "Mẹ ơi 2". Jack – J97 bắt đầu được biết tới trong giới underground khi phát hành video âm nhạc "Về bên anh", tuy nhiên không quá rộng rãi trên thị trường V-pop.

### 2019: Thành công vượt bậc cùng K-ICM
Vào ngày 19 tháng 2 năm 2019, Jack – J97 phát hành bài hát "Hồng nhan". Bài hát sở hữu hơn 13 triệu lượt nghe trên Zing MP3 và 10 triệu lượt xem video trên YouTube sau một tuần phát hành. Nhờ ca khúc này, Jack – J97 được công chúng so sánh với Phan Mạnh Quỳnh và Đen Vâu. Từ đó, anh nổi lên như một hiện tượng.
Sau "Hồng nhan", Jack – J97 rời khỏi nhóm G5R và gia nhập vào công ty ICM theo lời mời của nhà sản xuất âm nhạc K-ICM. Vào ngày 16 tháng 4 năm 2019, Jack – J97 ra mắt ca khúc "Bạc phận" hợp tác với K-ICM, nối tiếp chuỗi câu chuyện của "Hồng nhan" được khán giả đón nhận rộng rãi. Vào ngày 19 tháng 5 năm 2019, Jack – J97 tiếp tục ra mắt bài hát "Sao em vô tình" do Liam làm nhà sản xuất âm nhạc. Mặc dù bài hát không đạt được thành công thương mại như các tác phẩm trước đó, nhưng ca khúc vẫn nhận được đánh giá tích cực từ công chúng.
Vào ngày 12 tháng 7 năm 2019, Jack – J97 tiếp tục phát hành bài hát "Sóng gió" cùng K-ICM và được quảng bá là phần thứ ba của "Hồng nhan". Ca khúc đã đạt được thành công lớn về mặt thương mại, đứng đầu mọi bảng xếp hạng âm nhạc Việt Nam. Các ca khúc "Em gì ơi", "Việt Nam tôi" và "Hoa vô sắc" lần lượt được ra mắt sau đó.
Cuối năm 2019, một số thông tin cho rằng Jack – J97 và công ty quản lý ICM xảy ra mâu thuẫn về việc phân chia tiền bạc và "bóc lột sức lao động" của Jack – J97 được lan truyền trên Internet. Đáp lại, Jack – J97 đã đăng lên tài khoản Facebook cá nhân của mình một bài viết có nội dung đề cập đến việc bản phát hành "Hoa vô sắc" chỉ là phiên bản demo. Bài hát chỉ mới thu âm thử, chưa có bè và cũng chưa hoàn chỉnh phần lời bài hát. Tuy nhiên K-ICM đã tự ý phát hành trên kênh YouTube của mình. Sau một bài phỏng vấn có nội dung khẳng định "không bóc lột Jack – J97", K-ICM nhận về nhiều phản ứng tiêu cực từ khán giả. Jack – J97 quyết định rời khỏi công ty ICM Entertainment và không còn hợp tác với K-ICM cho đến thời điểm hiện tại.

### 2020–2021: Các đĩa đơn độc lập vàRunning Man Vietnam
Sau vụ bê bối của anh với K-ICM, anh được cho là hợp tác cùng ViruSs phát hành một đoạn demo của bài hát "Đom đóm" vào tối ngày 29 tháng 12 năm 2019. Bản demo đã vươn đến vị trí top 1 thịnh hành YouTube Việt Nam chỉ trong 4 giờ.
Jack – J97 ký hợp đồng với công ty Nomad MGMT Vietnam và phát hành bài hát "Là 1 thằng con trai" kết hợp cùng nhà sản xuất âm nhạc Hoaprox vào ngày 10 tháng 3 năm 2020. Bài hát nhận được những phản ứng trái chiều từ giới chuyên môn và khán giả, một số cho rằng đây chỉ mới là bước đầu cho việc thử sức với nhiều thể loại âm nhạc khác nhau của Jack – J97. Trước đó, vào ngày 17 tháng 2 năm 2020, Jack – J97 cũng chính thức công bố kênh YouTube riêng mang tên J97.
Vào ngày 22 tháng 9 năm 2020, Jack – J97 phát hành đĩa đơn "Hoa hải đường". Ca khúc được hòa âm bởi đội ngũ nhà sản xuất DTAP và đích thân Jack – J97 tham gia vào phần phối khí. Sau 24 giờ phát hành, "Hoa hải đường" lọt top thịnh hành 7 quốc gia bao gồm: Việt Nam, Đài Loan, Canada, Úc, Đức, Ấn Độ và Mexico đồng thời dẫn đầu doanh số bán nhạc trên iTunes. Bài hát này đã giúp anh chiến thắng hạng mục Ca khúc dance/electronic được yêu thích nhất tại lễ trao giải Zing Music Awards 2020 và Video âm nhạc hay nhất tại giải Truyền hình châu Á lần thứ 25, trở thành nghệ sĩ Việt Nam đầu tiên nhận được giải thưởng này. Ngày 9 tháng 12 năm 2020, Google Việt Nam công bố Googe's Year In Search – Xu hướng tìm kiếm Google trong năm 2020 với nhiều chủ đề tìm kiếm. Với hai ca khúc "Hoa hải đường" và "Sóng gió" nằm trong Top 10 Bài hát Nổi bật nhất năm, đồng thời cá nhân Jack – J97 cũng xếp thứ 3 trong hạng mục Top 10 Nhân vật được tìm kiếm nhiều nhất năm.
Vào ngày 26 tháng 12 năm 2020, Jack – J97 phát hành bài hát "Đom đóm". Ca khúc "Đom đóm" nhanh chóng vươn lên vị trí số 1 trên Zing MP3 với thời gian chỉ 64 phút, thiết lập kỷ lục Vpop trong năm 2020. Sau hai ngày ra mắt, bài hát nhận về nhiều thành công tương đối về mặt thương mại, vươn đến vị trí số 1 của top thịnh hành YouTube Việt Nam và lọt vào top thịnh hành YouTube nhiều quốc gia khác.
Giải thưởng bình chọn MTV EMA đã gọi tên Jack – J97 là người chiến thắng hạng mục Nghệ sĩ Đông Nam Á xuất sắc nhất. Vào năm 2021, Jack – J97 giành chiến thắng hạng mục Nam nghệ sĩ được yêu thích nhất tại Zing Music Awards và lễ trao giải Mai Vàng lần thứ 26. Tại lễ trao giải WeChoice Awards mùa thứ 7 năm 2020 diễn ra vào tháng 1 năm 2021, Jack – J97 nhận giải Ca sĩ có hoạt động đột phá của năm. Ngày 3 tháng 12 năm 2020, YouTube Việt Nam công bố hạng mục Top 10 video ca nhạc nổi bật nhất có sự xuất hiện của hai video âm nhạc "Hoa hải đường" và "Là 1 thằng con trai", lần lượt xếp ở vị trí thứ 6 và thứ 2.
Vào ngày 12 tháng 4 năm 2021, Jack – J97 chính thức phát hành ca khúc "Laylalay". Sản phẩm được ra mắt ngay đúng dịp sinh nhật lần thứ 24 của anh. Ca khúc được sáng tác bởi Jack – J97, hợp tác cùng nhà sản xuất âm nhạc DTAP. Phần video âm nhạc do đạo diễn Đinh Hà Uyên Thư thực hiện. Tuy nhiên, thành tích lượt xem công chiếu của Jack – J97 lại thấp hơn sản phẩm trước đó. Một số khán giả cho rằng sau khi xem, họ cảm thấy phần nhạc, lời và hình ảnh, nội dung video âm nhạc không liên quan lắm. Lời bài hát tương đối khó hiểu, đôi chỗ không có ý nghĩa, dù hợp vần.
Jack – J97 được thông báo là thành viên thứ 9 của chương trình Running Man Vietnam mùa 2. Tuy nhiên sau tập 4, Jack – J97 thông báo rời chương trình.

### 2022–nay: J97 Entertainment
Vào ngày 13 tháng 7 năm 2022, Jack – J97 công bố poster cho sản phẩm mới có tựa đề "Ngôi sao cô đơn", đánh dấu sự trở lại của anh sau gần một năm ngưng hoạt động do ồn ào tình cảm. Đến ngày 15 tháng 7, teaser của video âm nhạc "Ngôi sao cô đơn" được ra mắt, thu hút sự quan tâm khán giả, đạt hơn 18 nghìn bình luận sau khi đăng tải trên YouTube. Ngày 19 tháng 7, video chính thức ra mắt. Vào ngày 5 tháng 10, có thông tin cho rằng Jack – J97 chính thức rời công ty Nomad MGMT Vietnam sau 3 năm làm việc chung và tự thành lập công ty riêng mang tên J97 Entertainment. Ngày 12 tháng 1, 2023, Jack – J97 chính thức thừa nhận thông tin này.

## Phong cách nghệ thuật
Bắt nguồn từ người cha của anh rất thần tượng "Jackie Chan" (Thành Long), anh lấy tên Jack – J97 cho "ngắn gọn và là một kỉ niệm với ba của mình". Nghệ danh Jack – J97 đã gắn liền với anh từ khi bắt đầu con đường nghệ thuật và nghệ danh này cũng giúp cho anh gặt hái được những thành công ban đầu. Thời gian gần đây, Jack – J97 còn được nhắc đến với tên gọi là J97.
Trong một bài phỏng vấn với Zing News, Jack – J97 khẳng định những bài hát của mình là "một nỗi buồn mang màu sắc hoài cổ" và "kết hợp bởi âm nhạc Âu Mỹ và Việt Nam". Về giọng hát, anh được công chúng đánh giá có chất giọng độc lạ. Bản thân Jack – J97 từng thừa nhận mình "hát được những ca khúc mà mình có sự đồng điệu về mặt thể loại, ca từ, giai điệu hay câu chuyện". Nhạc sỹ Nguyễn Ngọc Thiện cho rằng: "Jack – J97 là một hiện tượng đáng chú ý và cần được khích lệ vì Jack – J97 sở hữu giọng hát có màu sắc riêng không bị trộn lẫn..." 
Tuy vậy, Jack – J97 vẫn bị nhiều khán giả và nhà báo âm nhạc đánh giá một màu, "phèn" vì cách luyến được cho là thiếu chuyên nghiệp, phần âm nhạc được đánh giá không cao vì chưa có sự phối hợp sâu sắc giữa âm hưởng dân ca và nhạc điện tử hiện đại. Những tác phẩm âm nhạc của anh thường không được đề cao phần lời bài hát, đa số cho rằng chúng "sáo rỗng" và mang ít yếu tố hàn lâm. Trước những lời đánh giá này, Jack – J97 lên tiếng cho rằng "âm nhạc là kết nối mọi người, không phân biệt giàu nghèo và cao thấp".

## Hình tượng công chúng
Jack – J97 được nhiều nhà phê bình và nhà báo âm nhạc xem là một trong những nghệ sĩ nổi tiếng nhất hiện nay tại Việt Nam. Cộng đồng người hâm mộ của anh có tên gọi là Đóm. Trên những nền tảng mạng xã hội, Jack – J97 hiện đang là nghệ sĩ Việt Nam được theo dõi nhiều thứ ba trên Twitter, sau Hanbin và Sơn Tùng M-TP. Anh cũng là nghệ sĩ Việt Nam được theo dõi nhiều thứ hai trên YouTube (sau Sơn Tùng M-TP), kênh YouTube J97 của anh hiện đang là kênh YouTube nhận được nút Play Vàng nhanh nhất Việt Nam sau 7 ngày và 2 video.
Vào tháng 9 năm 2020, Vivo Việt Nam chính thức công bố Jack – J97 trở thành người đại diện cho sản phẩm ViVo V20. Một tháng sau, PlayerUnknown's Battlegrounds Việt Nam (PUBG Mobile Vietnam) chính thức xác nhận Jack – J97 sẽ là đại sứ thương hiệu. Jack – J97 sẽ bắt tay cùng tựa game này thực hiện những điều ý nghĩa cho cộng đồng người hâm mộ Đom Đóm nói riêng và xã hội nói chung, khởi đầu là dự án quyên góp cho Quỹ bảo trợ trẻ em Việt Nam mang tên Chạy bo tới sáng.

## Tranh cãi
– Hương Ly, Báo Tiền Phong
Trong một bài viết trên báo Dân trí vào năm 2024, tác giả Bích Phương đã đánh giá Jack trượt dài trong bê bối, đánh mất dần tình cảm và sự trung thành của người hâm mộ. Một bài viết trên báo Phụ nữ Thủ đô đã gọi Jack là "nam ca sĩ tai tiếng nhất V-pop".
Giải thưởng Làn Sóng Xanh năm 2024 đã loại tên Jack khỏi danh sách đề cử vì cho rằng anh có hình tượng gây tranh cãi. Sau đó Jack có hành động được cho là "hằn học" giải thưởng này, dẫn đến sự chỉ trích rộng rãi từ công chúng.
Ca khúc Thiên lý ơi nằm trong bảng xếp hạng Làn Sóng Xanh và có thời gian trụ hạng khá lâu.

Tuy nhiên, đối với lễ trao giải có tính tôn vinh như Làn Sóng Xanh thì ngoài việc ghi nhận số liệu thị trường, chúng tôi còn chú ý đến vấn đề hình tượng của nghệ sĩ. Với những nghệ sĩ có hình tượng đang gây tranh cãi, chúng tôi xin phép không đặt trong các đề cử, bởi như vậy dễ gây tranh cãi về yếu tố tôn vinh— Đại diện ban tổ chức Làn Sóng Xanh

### Trình độ nhạc lý
Trong một cuộc phỏng vấn với Đẹp vào đầu năm 2020, Jack – J97 cho biết anh đã từng làm giáo viên dạy nhạc cho một trường tiểu học ở quê nhà Bến Tre trước khi nổi tiếng. Tuy nhiên, trong một cuộc phỏng vấn khác, Jack lại phủ nhận việc mình từng là giáo viên dạy nhạc, đây chỉ là việc làm thực tập khi Jack còn học tại Trường Trung cấp Văn hóa Nghệ thuật Bến Tre (nay đã được sáp nhập vào Trường Cao đẳng Bến Tre). Đến năm 2024, cộng sự cũ của của Jack là ViruSs đã nhận định rằng Jack không thể làm nhà sản xuất âm nhạc vì không biết nhạc lý, anh cũng tố Jack thậm chí không biết nốt nhạc, chỉ biết hát la la la vào điện thoại lấy giai điệu.

### Thái độ ứng xử
Jack – J97 từng bị nhiều người chỉ trích và cho rằng anh "mắc bệnh ngôi sao". Nguồn tin này bắt nguồn từ thành viên trong ê-kíp của ca sĩ Quân A.P trên trang cá nhân Facebook vào tháng 8 năm 2019, bài viết cho biết cả Jack – J97 và Quân A.P được mời tham gia chương trình truyền hình Giọng ải giọng ai. Tuy nhiên, phía quản lý của Jack – J97 không đồng ý và yêu cầu chương trình cho tham gia cùng một ca sĩ khác vì sợ ảnh hưởng đến hình ảnh.
Cuối năm 2019, một số thông tin cho rằng Jack – J97 và công ty quản lý ICM xảy ra mâu thuẫn về việc phân chia tiền bạc và bóc lột sức lao động của Jack – J97 được lan truyền trên Internet. Mặc dù K-ICM nằm trong làn sóng chỉ trích nặng nề, nhưng Jack – J97 và mẹ ruột cũng bị tố là "giả tạo, đóng vai nạn nhân". Jack – J97 đã lên tiếng về vấn đề này, cho rằng mình không thể sống giả tạo.
Vào tháng 5 năm 2020, một đoạn video cho thấy một người đã có những lời lẽ xúc phạm đến Sơn Tùng M-TP và ViruSs lan truyền trên mạng xã hội, mà trong đó người này được cho là Jack – J97 vì có nhiều điểm tương đồng về giọng nói, trang phục và phụ kiện. Ngay sau khi fanpage chính thức của Jack – J97 đăng tải thư cảnh cáo các cá nhân phao tin nhiễu loạn, những hành động trên đã dừng lại.
Jack – J97 từng bị nhiều khán giả chỉ trích vì thể hiện hành động giơ ngón tay thối trong một bức ảnh được đăng tải lên các mạng xã hội. Bài viết trên báo Nhân Dân đã đánh giá Jack – J97 có nhiều hành vi lệch chuẩn của nghệ sĩ, đồng thời luôn tự coi mình là "nạn nhân" hiền lành và đáng thương trong mắt một bộ phận người hâm mộ khiến họ dễ bị kích động với bất cứ ai chỉ trích, ý kiến về thần tượng của mình.

### Vấn đề tác quyền
Bài hát phát hành năm 2019 hợp tác cùng với K-ICM, "Em gì ơi", được cho là đạo nhái một bài hát thiếu nhi của Thái Lan có tựa đề tiếng Việt là "Cơn mưa rơi xuống". Bài hát này đến năm 2021 tiếp tục bị tố đạo nhạc bài hát "Vì ai em ra đi" của Akira Phan.
"Hoa hải đường" bị tố đạo nhái bài hát nhạc phim Trung Quốc Hương mật tựa khói sương là "Thiên địa vô sương" do Đặng Luân và Dương Tử thể hiện. "Đom đóm" bị tố đạo nhái bài hát "Sứ thanh hoa" của ca sĩ người Đài Loan Châu Kiệt Luân. Bản demo có tên "Thứ anh cần là melody" (sau này là bài hát "Laylalay") cũng bị tố đạo phần nhạc đệm và giai điệu bài hát "It Ain't Me" của nhà sản xuất người Na Uy Kygo và nữ ca sĩ người Mỹ Selena Gomez mặc dù chưa được phát hành chính thức. "Ngôi sao cô đơn" bị không ít cư dân mạng cho rằng là đã đạo nhạc ca khúc "Blinding Lights" của The Weeknd.
Năm 2024, ViruSs tố bài hát "Thiên Lý ơi" của Jack đã lấy beat từ bản demo do chính anh và Jack hợp tác sản xuất cách đây vài năm. Anh tỏ ra bất ngờ bởi Jack chưa xin phép để sử dụng sản phẩm có sự đóng góp của mình.

### Quảng cáo trá hình
Ngày 2 tháng 4 năm 2024, hình ảnh Jack mặc chiếc áo thể thao có in logo của một nhà cái, xuất hiện trên bản tin Góc nhìn văn hóa của VTV. Bản tin đề cập đến các nghệ sĩ, KOL vướng nghi vấn quảng cáo trá hình cho những sản phẩm không đảm bảo chất lượng. Chương trình đưa ra ví dụ về nam ca sĩ từng gây xôn xao khi xuất hiện trên website cá độ. Hình ảnh đã được làm mờ nhưng nhân vật trong ảnh vẫn được nhiều khán giả nhận ra là ca sĩ Jack.
Bản tin nhấn mạnh rằng hiện nay các website, ứng dụng cờ bạc tại Việt Nam bị cấm quảng cáo, nhưng vẫn tồn tại nhiều hình thức quảng cáo trá hình tinh vi, khó quản lý. Chương trình cũng khuyến cáo khán giả không xem, không chia sẻ và báo cáo về các quảng cáo liên quan đến cờ bạc.

### Sử dụng trái phép hình ảnh người nổi tiếng
Jack được cho là đã lợi dụng và sử dụng trái phép hình ảnh của Lionel Messi trong video âm nhạc "Từ nơi tôi sinh ra".

### Nghi vấn lừa đảo chiếm đoạt tài sản
Bản tin Chuyển động 24h của VTV24 trưa ngày 30 tháng 5 năm 2025 đã phản ánh vụ việc công ty của Jack thu về 3,6 tỷ đồng từ việc bán 3.600 chiếc lightstick nhưng sau gần 1 năm vẫn không trả hàng. Luật sư Nguyễn Văn Hậu (Chủ tịch Trung tâm Trọng tài Thương mại Luật gia Việt Nam) phân tích trên VTV, chỉ rõ hành vi vi phạm pháp luật của công ty, theo Điều 37 và 38 của Luật Bảo vệ người tiêu dùng năm 2023. Việc không thực hiện đúng cam kết về thời gian, địa điểm và phương thức cung cấp sản phẩm đã xâm phạm nghiêm trọng quyền lợi của người tiêu dùng.
Với trường hợp một số khán giả đã liên hệ công ty Jack để đòi bồi thường nhưng không nhận được phản hồi, luật sư nhận định hành vi của công ty, nghệ sĩ có dấu hiệu của tội lừa đảo chiếm đoạt tài sản. Theo quy định của Điều 174 Bộ luật Hình sự hiện hành, mức phạt có thể là cải tạo không giam giữ 3 năm hoặc phạt tù từ 6 tháng đến 20 năm tùy theo tính chất, mức độ.

### Phớt lờ trách nhiệm và coi nhẹ cảm xúc khán giả
Theo báo Phụ nữ Thủ đô, giữa lúc tranh cãi với Đài Truyền hình Việt Nam còn chưa có dấu hiệu hạ nhiệt, J97 Entertainment - công ty quản lý của Jack bất ngờ có động thái khiến dư luận dậy sóng. Chiều 31 tháng 5, trên fanpage chính thức, đơn vị này đăng tải hình ảnh chụp bản tin của VTV24 với tiêu đề "Giả mạo VTV trục lợi bất chính", trong bài để cập đến những cuộc gọi mạo danh nhà đài để lừa đảo, trục lợi bất chính. Kèm theo đó, người đại diện phát ngôn và cũng là người trực tiếp đưa ra những thông báo liên quan đến ồn ào giữa phía Jack và VTV còn nói 1 câu: "Cảm ơn những thông tin hữu ích mà phía VTV24 đã chia sẻ".
Thoạt nhìn, đây có thể là động thái cảm ơn đơn thuần về một thông tin cảnh báo người dân mà VTV chia sẻ, thế nhưng đặt trong hoàn cảnh hiện tại, khi phía Jack vẫn chưa có câu trả lời cụ thể về vụ việc lightstick bán gần 1 năm chưa giao, và liên tục bị VTV phản ánh qua các phóng sự thì hành động này lại bị dư luận đánh giá là có "ý đồ khác". Việc chọn đúng thời điểm hiện tại, đăng tải nội dung bản tin khiến nhiều người cho rằng phía đại diện Jack đang cố tình chuyển hướng sự chú ý khỏi trách nhiệm chính của mình.
Bởi lẽ, bản tin cảnh báo mạo danh VTV đã phát sóng từ năm 2023, không liên quan đến vụ việc lightstick, càng không liên quan đến ồn ào hiện tại giữa 2 bên. Thế nhưng, bằng cách đăng lại nội dung này, phía đại diện Jack khiến cư dân mạng khó hiểu, rất dễ liên tưởng tới vụ việc hiện tại và cho ra những suy đoán sai sự thật.
Giả sử phía Jack cho rằng cuộc gọi là giả mạo VTV, trong các bài phản hồi chính thức trước đó, công ty cũng chưa từng nhắc đến việc nhân sự từ chối trả lời vì sợ bị giả mạo hay lừa đảo. Toàn bộ lập luận tập trung vào lý do người nghe máy không thuộc bộ phận truyền thông, phát ngôn và điều này đã bị phía VTV chỉ rõ là thiếu thiện chí.
Đáng chú ý hơn cả, bài đăng gây tranh cãi này lại được chia sẻ công khai trên chính fanpage của Jack - nơi vốn là kênh giao tiếp chính thức giữa nghệ sĩ và công chúng. Trong suốt thời gian vụ việc nổ ra, rất nhiều khách hàng đã để lại bình luận thắc mắc, yêu cầu hoàn tiền hoặc hỏi về thời điểm giao sản phẩm, nhưng hầu hết không nhận được phản hồi rõ ràng. Việc công ty dành thời gian để chia sẻ lại một bản tin không liên quan, thay vì lên tiếng xin lỗi hay đưa ra phương án xử lý cụ thể, bị đánh giá là hành vi phớt lờ trách nhiệm và coi nhẹ cảm xúc của khán giả.

### Đời tư
Tối ngày 7 tháng 8 năm 2021, một bài đăng cùng nhiều đoạn âm thanh, hình ảnh giấy chứng sinh có đóng dấu giáp lai trên mạng xã hội của một cô gái tố cáo Jack lăng nhăng và đã có con với diễn viên Thiên An – nữ chính trong video âm nhạc "Sóng gió" ra mắt năm 2019, tuy nhiên Jack lại không nhận con. Sáng ngày 8 tháng 8, Thiên An chính thức thừa nhận câu chuyện này là có thật trên trang Facebook cá nhân.
Tối ngày 10 tháng 8 năm 2021, anh chính thức đăng tải bài viết trên trang Facebook cá nhân thừa nhận việc có quan hệ tình cảm với diễn viên Thiên An. Anh gửi lời xin lỗi đến khán giả và hứa sẽ chịu trách nhiệm về sự việc lần này. Vì sự việc lần này, Jack – J97 đã rời chương trình Running Man Vietnam mùa 2 sau tập 4 của chương trình (thời điểm chương trình đang quay đến tập 4 trùng vào khoảng thời gian này).
Năm 2025, Thiên An cho biết cô và Jack đã có với nhau hai đứa con trước bé Sol, song cả hai đều bị gia đình Jack bắt phá thai bởi lo sợ sự nghiệp của Jack bị ảnh hưởng.
Ngày 16 tháng 7 năm 2025, phía Jack tổ chức buổi gặp gỡ truyền thông tại TP.HCM để lên tiếng về loạt ồn ào đời tư thời gian qua. Tại buổi gặp gỡ, mẹ của Jack đã bác bỏ nhiều thông tin tiêu cực thiếu kiểm chứng về sự việc.

## Hoạt động khác

### Từ thiện
Vào tháng 3, mẹ của Jack – J97 có mặt tại Trung tâm Văn hóa tỉnh Bến Tre để trao số tiền ủng hộ phòng chống dịch COVID-19 là 100 triệu đồng. Ngoài ra, nam ca sĩ cũng chuyển 50 triệu đồng vào quỹ của người hâm mộ để hỗ trợ chống hạn mặn tại quê nhà. Tiếp đó, vào tháng 8 năm 2020, anh ủng hộ Đà Nẵng 200.000 khẩu trang y tế để hỗ trợ công tác phòng chống dịch COVID-19 tại thành phố này.
Một trận đấu bóng đá từ thiện All Stars – Tiếp Lửa Yêu Thương do chính Jack – J97 lên ý tưởng, có sự tham gia của các nghệ sĩ và cầu thủ như Phan Mạnh Quỳnh, Huy Khánh, Nguyễn Văn Chung, Nguyễn Quang Hải, Đoàn Văn Hậu, Hà Đức Chinh, Phan Văn Đức, Bùi Tiến Dũng, Nguyễn Tiến Linh, Đỗ Hùng Dũng, Nguyễn Văn Toàn, Nguyễn Phong Hồng Duy, Cris Phan... Trận đấu diễn ra vào tháng 11 năm 2020 tại Sân vận động Thống Nhất với sự tham dự của gần 20,000 khán giả. Cuối trận đấu, Jack – J97 đã quyên góp ủng hộ 250 triệu đồng từ tiền cá nhân.

## Danh sách đĩa nhạc

### Đĩa đơn
| Tựa đề                              | Năm  | CT      |
| ----------------------------------- | ---- | ------- |
| "Giai điệu miền Tây"                | 2018 | [ 82 ]  |
| "Mẹ ơi 2"                           | 2018 | [ 83 ]  |
| "Để đó anh lo"                      | 2018 | [ 84 ]  |
| "Về bên anh"                        | 2018 | [ 85 ]  |
| "Hồng nhan"                         | 2019 | [ 86 ]  |
| "Màu mắt em"                        | 2019 | [ 87 ]  |
| "Bạc phận" (hợp tác với K-ICM)      | 2019 | [ 88 ]  |
| "Sao em vô tình" (hợp tác với Liam) | 2019 | [ 89 ]  |
| "Sóng gió" (hợp tác với K-ICM)      | 2019 | [ 90 ]  |
| "Em gì ơi" (hợp tác với K-ICM)      | 2019 | [ 91 ]  |
| "Việt Nam tôi" (hợp tác với K-ICM)  | 2019 | [ 92 ]  |
| "Hoa vô sắc" (hợp tác với K-ICM)    | 2019 | [ 93 ]  |
| "Là 1 thằng con trai"               | 2020 | [ 94 ]  |
| "Hoa hải đường"                     | 2020 | [ 95 ]  |
| "Đom đóm"                           | 2020 | [ 96 ]  |
| "Laylalay"                          | 2021 | [ 97 ]  |
| "Ngôi sao cô đơn"                   | 2022 | [ 98 ]  |
| "Cuối cùng thì"                     | 2022 | [ 99 ]  |
| "Trịnh gia"                         | 2023 | [ 100 ] |
| "Xoá tên anh đi"                    | 2023 | [ 101 ] |
| "Từ nơi tôi sinh ra"                | 2023 | [ 102 ] |
| "Chúng ta rồi sẽ hạnh phúc"         | 2023 | [ 103 ] |
| "Thiên lý ơi"                       | 2024 | [ 104 ] |
| "Dưới tán cây khô hoa nở"           | 2024 | [ 105 ] |
| "01 Ngoại lệ"                       | 2025 | [ 106 ] |
| "Trạm dừng chân"                    | 2025 | [ 107 ] |
| "Vực thẳm của bình yên"             | 2025 | [ 108 ] |

## Sự nghiệp điện ảnh

### Phim
| Năm  | Chương trình      | Vai trò                   | Ghi chú   | CT      |
| ---- | ----------------- | ------------------------- | --------- | ------- |
| 2019 | Sóng gió: Hồi kết | Đóng cùng K-ICM, Thiên An | Phim ngắn | [ 109 ] |
| 2020 | Không thể rời mắt | Đóng cùng Thuý Ngân       | Phim ngắn | [ 110 ] |

### Chương trình truyền hình
| Năm  | Chương trình       | Vai trò                  | Ghi chú                     | CT      |
| ---- | ------------------ | ------------------------ | --------------------------- | ------- |
| 2019 | Người bí ẩn        | Nhân vật bí ẩn           | Mùa 6, tập 4                | [ 111 ] |
| 2019 | Bữa trưa vui vẻ    | Khách mời                | Số ngày 25 tháng 7 năm 2019 |         |
| 2019 | 7 nụ cười xuân     | Khách mời                | Mùa 3, tập 1                | [ 112 ] |
| 2019 | Giọng hát Việt nhí | Khách mời                | Mùa 7, tập 14               | [ 113 ] |
| 2020 | Sóng 20            | Khách mời                |                             | [ 114 ] |
| 2020 | Sóng VieON         | Khách mời                |                             | [ 110 ] |
| 2021 | Sóng 21            | Khách mời                |                             | [ 115 ] |
| 2021 | Chơi là chạy       | Thành viên chính (Mùa 2) | Mùa 2, tập 1-4              | [ 34 ]  |

## Giải thưởng và đề cử
| Năm  | Lễ trao giải                    | Hạng mục                                | Đề cử cho                       | Kết quả   | CT      |
| ---- | ------------------------------- | --------------------------------------- | ------------------------------- | --------- | ------- |
| 2019 | Làn Sóng Xanh                   | Gương mặt ca sĩ của năm                 | Bản thân                        | Đề cử     |         |
| 2019 | Làn Sóng Xanh                   | Gương mặt mới xuất sắc                  | Bản thân                        | Đoạt giải |         |
| 2019 | Làn Sóng Xanh                   | Sự kết hợp xuất sắc                     | "Sóng gió" (cùng với K-ICM)     | Đề cử     |         |
| 2019 | Làn Sóng Xanh                   | Ca khúc của năm                         | "Sóng gió" (cùng với K-ICM)     | Đề cử     |         |
| 2019 | Làn Sóng Xanh                   | Bài hát hiện tượng                      | "Sóng gió" (cùng với K-ICM)     | Đề cử     |         |
| 2019 | Làn Sóng Xanh                   | Top 10 ca khúc được yêu thích           | "Sóng gió" (cùng với K-ICM)     | Đoạt giải |         |
| 2019 | Làn Sóng Xanh                   | Ca khúc được yêu thích trên radio       | "Sóng gió" (cùng với K-ICM)     | Đoạt giải |         |
| 2019 | Zing Music Awards               | Nam ca sĩ được yêu thích                | Bản thân                        | Đoạt giải | [ 116 ] |
| 2019 | Zing Music Awards               | Ca khúc Pop/Ballad được yêu thích nhất  | "Sóng gió" (cùng với K-ICM)     | Đoạt giải | [ 116 ] |
| 2019 | Giải thưởng Âm nhạc Châu Á Mnet | Nghệ sĩ mới xuất sắc nhất tại Việt Nam  | Bản thân (cùng với K-ICM)       | Đoạt giải | [ 117 ] |
| 2020 | Giải Âm nhạc châu Âu của MTV    | Nghệ sĩ Đông Nam Á xuất sắc nhất        | Bản thân                        | Đoạt giải | [ 118 ] |
| 2020 | Giải Mai Vàng                   | Nam ca sĩ được yêu thích                | Bản thân                        | Đoạt giải | [ 119 ] |
| 2020 | Zing Music Awards               | Nghệ sĩ của năm                         | Bản thân                        | Đề cử     | [ 120 ] |
| 2020 | Zing Music Awards               | Ca khúc Dance/Electronic được yêu thích | "Hoa hải đường"                 | Đoạt giải | [ 120 ] |
| 2020 | Zing Music Awards               | Nam nghệ sĩ được yêu thích              | Bản thân                        | Đoạt giải | [ 120 ] |
| 2020 | Ngôi sao của năm                | Nam ngôi sao âm nhạc                    | Bản thân                        | Đoạt giải | [ 121 ] |
| 2020 | Giải thưởng Truyền hình châu Á  | Video Âm nhạc Xuất sắc nhất             | "Hoa hải đường"                 | Đoạt giải | [ 122 ] |
| 2020 | Làn Sóng Xanh                   | Nam ca sĩ của năm                       | Bản thân                        | Đề cử     | [ 123 ] |
| 2020 | Làn Sóng Xanh                   | Music Video của năm                     | "Hoa hải đường"                 | Đề cử     | [ 123 ] |
| 2020 | Làn Sóng Xanh                   | Ca khúc của năm                         | "Hoa hải đường"                 | Đề cử     | [ 123 ] |
| 2020 | Làn Sóng Xanh                   | Sự kết hợp xuất sắc                     | "Hoa hải đường" (cùng với DTAP) | Đề cử     | [ 123 ] |
| 2020 | Làn Sóng Xanh                   | Nam ca sĩ được yêu thích nhất           | Bản thân                        | Đoạt giải | [ 123 ] |
| 2020 | Làn Sóng Xanh                   | Top 10 ca khúc được yêu thích nhất      | "Hoa hải đường"                 | Đoạt giải | [ 123 ] |
| 2020 | WeChoice Awards                 | Ca sĩ có hoạt động đột phá              | Bản thân                        | Đoạt giải | [ 124 ] |
| 2020 | WeChoice Awards                 | Music Video của năm                     | "Hoa hải đường"                 | Đề cử     | [ 124 ] |
| 2021 | Best Of 360 Độ Soi              | MV 360 độ yêu                           | "Hoa hải đường"                 | Đoạt giải | [ 125 ] |